# Anderson Cléber Beraldo
Anderson Cléber Beraldo (San Paolo, 27 aprile 1980) è un allenatore di calcio ed ex calciatore brasiliano, tecnico del Portuguesa de Desportos.

## Palmarès

### Club

#### Competizioni statali
- Campionato paulista: 2

Corinthians: 2001, 2003
- Torneo Rio-San Paolo: 1

Corinthians: 2002

#### Competizioni nazionali
- Coppa del Brasile: 1

Corinthians: 2002
- Campionato francese: 1

Lione: 2007-2008